# James Watson
James Dewey Watson (Chicago, 6 de abril de 1928) é um biólogo molecular, geneticista e zoologista americano. É um dos autores do "modelo de dupla hélice" para a estrutura da molécula de DNA. Pelo trabalho publicado em 1953 na revista Nature Watson foi laureado com o Nobel de Fisiologia ou Medicina de 1962, juntamente com Francis Crick e Maurice Wilkins.

## Carreira
Em 1953, ele foi co-autor com Francis Crick do artigo acadêmico propondo a estrutura de dupla hélice da molécula de DNA. Watson, Crick e Maurice Wilkins receberam o Prêmio Nobel de Fisiologia ou Medicina de 1962 "por suas descobertas sobre a estrutura molecular dos ácidos nucléicos e seu significado para a transferência de informações em materiais vivos". Nos anos subsequentes, reconheceu-se que Watson e seus colegas não atribuíram adequadamente Rosalind Franklin por suas contribuições para a descoberta da estrutura de dupla hélice. Watson formou-se na Universidade de Chicago (1947) e na Universidade de Indiana (Ph.D., 1950). Após um ano de pós-doutorado na Universidade de Copenhague com Herman Kalckar e Ole Maaløe, Watson trabalhou no Laboratório Cavendish da Universidade de Cambridge, na Inglaterra, onde conheceu seu futuro colaborador, Francis Crick. De 1956 a 1976, Watson fez parte do corpo docente do Departamento de Biologia da Universidade de Harvard, promovendo pesquisas em biologia molecular.
A partir de 1968, Watson atuou como diretor do Cold Spring Harbor Laboratory (CSHL), expandindo consideravelmente seu nível de financiamento e pesquisa. Na CSHL, ele mudou sua ênfase de pesquisa para o estudo do câncer, além de torná-lo um centro de pesquisa líder mundial em biologia molecular. Em 1994, ele começou como presidente e serviu por 10 anos. Ele foi então nomeado chanceler, servindo até renunciar em 2007, depois de fazer comentários afirmando que existe uma ligação genética entre inteligência e raça. Em 2019, após a transmissão de um documentário no qual Watson reiterou essas opiniões sobre raça e genética, o CSHL revogou seus títulos honorários e cortou todos os laços com ele. Watson escreveu muitos livros de ciências, incluindo o livro Molecular Biology of the Gene (1965) e seu best-seller The Double Helix (1968). Entre 1988 e 1992, Watson esteve associado aos Institutos Nacionais de Saúde, ajudando a estabelecer o Projeto Genoma Humano, que concluiu a tarefa de mapear o genoma humano em 2003.
Em outubro de 2007, Watson foi afastado do instituto Cold Spring Harbor Laboratory, em Nova York, onde trabalhou por 40 anos. Entretanto, em 2008, ele foi escolhido como Chanceler Emérito de Cold Spring Harbor Laboratory. Em 2017, Watson continua a orientar e guiar os trabalhos em seu laboratório.

## Declarações polêmicas

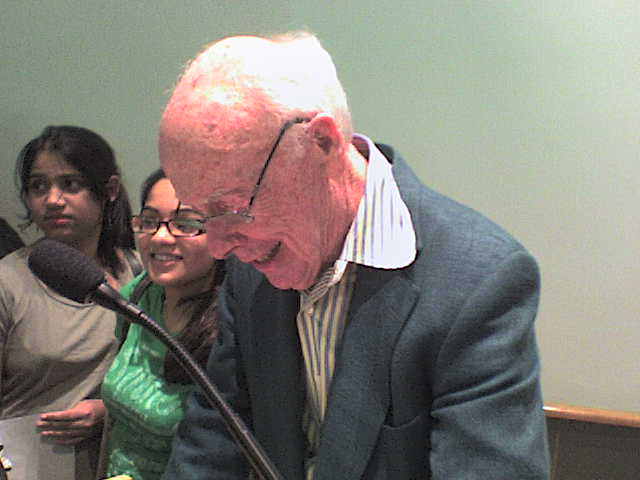
Watson concede autógrafos após uma palestra no Cold Spring Harbor Laboratory, em 30 de abril de 2007

Watson declarou, em artigo publicado no Sunday Times Magazine em 14 de outubro de 2007, que está "inerentemente pessimista quanto às perspectivas da África" porque "todas as nossas políticas sociais estão baseadas no facto de que a inteligência deles é a mesma que a nossa – enquanto todos os testes dizem que não é assim". Ele afirma desejar que todos fossem iguais, mas argumentou que "pessoas que têm de lidar com empregados negros descobrem que isso não é verdadeiro". Ele afirmou que não se deveria discriminar com base na cor da pele, porque "existem muitas pessoas de cor que são bastante talentosas, mas que não são encorajadas quando não obtêm sucesso no nível mais elementar".

"Não há nenhuma razão sólida para antecipar que as capacidades intelectuais de pessoas geograficamente separadas em sua evolução provem ter evoluído de forma idêntica", escreveu. "Nosso desejo de reservar poderes iguais de raciocínio como alguma herança universal da humanidade não será suficiente para fazer com que assim seja."

Como resultante destes comentários, o Museu de Ciências de Londres cancelou uma palestra que Watson daria em 19 de outubro de 2007. O porta-voz do museu declarou: "sentimos que o dr. Watson foi além do ponto do debate aceitável e estamos, como resultado, cancelando sua palestra".
Watson posteriormente desculpou-se por seus comentários, declarando: "para todos aqueles que extraíram uma inferência de minhas palavras de que a África, como continente, é de algum modo geneticamente inferior, posso somente me desculpar sem restrições. Não foi o que eu quis dizer. O mais importante, do meu ponto de vista, é que não há base científica para tal crença", e depois, "não posso entender como posso ter dito o que foi citado como eu tendo dito. Posso certamente entender por que as pessoas que leram estas palavras reagiram da forma que reagiram".

## PublicandoThe Double Helix
Em 1968, Watson escreveu The Double Helix, listado pelo Board da Modern Library como o número sete em sua lista dos 100 melhores livros de não-ficção. O livro detalha a história da descoberta da estrutura do DNA, bem como as personalidades, conflitos e controvérsias em torno de seu trabalho, e inclui muitas de suas impressões emocionais privadas na época. O título original de Watson deveria ser "Honest Jim". A controvérsia cercou a publicação do livro. O livro de Watson foi originalmente publicado pela Harvard University Press, mas Francis Crick e Maurice Wilkins, entre outros, se opuseram. A universidade natal de Watson abandonou o projeto e o livro foi publicado comercialmente. Em uma entrevista com Anne Sayre para seu livro, Rosalind Franklin and DNA (publicado em 1975 e reeditado em 2000), Francis Crick disse que considerava o livro de Watson como um "pacote desprezível de malditas bobagens".

## Publicações
- Watson, J. D. (1968) The Double Helix: A Personal Account of the Discovery of the Structure of DNA. Nova York: Atheneum.
- Watson, J. D., T. A. Baker, S. P. Bell, A. Gann, M. Levine, e R. Losick, eds., (2003) Molecular Biology of the Gene. (5a. edição) Nova York: Benjamin Cummings ISBN 0-8053-4635-X
- Watson, J. D. (2002) Genes, Girls, and Gamow: After the Double Helix. NovaYork: Random House. ISBN 0-375-41283-2
- Watson, J. D. com A. Berry (2003) DNA: The Secret of Life. NovaYork: Random House. ISBN 0-375-41546-7
- Watson, J. D. (2007) Avoid boring people and other lessons from a life in science, 366 pp., Nova York: Random House. ISBN 978-0-375-41284-4